# Baccha maculata
Baccha maculata är en tvåvingeart som beskrevs av Walker 1852. Baccha maculata ingår i släktet nålblomflugor, och familjen blomflugor. Inga underarter finns listade i Catalogue of Life.